# فان كاو
نكيين فان كاو (بالفيتنامية:Nguyễn Văn Cao، ولد في 15 نونبر 1923 في هايفونغ - توفي يوم 10 يوليوز 1995 في هانوي)، و المعروف ب فان كاو كان ملحنا وشاعرا ورساما فيتناميا. هو من لحّن النشيد الوطني لبلاده (تيين كوان كا)، وذلك سنة 1944.
يعتبر كاو من أبرز الموسيقيين الفييتناميين خلال القرن العشرين. مُنح جائزة هو شي منه للموسيقى في 1996 (سنة بعد وفاته) تقديرا لكل انتاجاته، إضافة لوسام المقاومة. كان عضوا في فيت مين ونشط خلال مرحلة الاستعمار الفرنسي، وكذا في حرب فيتنام.